# Olímpic FC Breda
L'Olímpic FC de Breda (o FC Breda) fou un club de futbol que es va crear a la dècada dels anys 20 a la vila de Breda (La Selva). Fou una iniciativa dels joves que anàven al Cercle Bredenc (Centre Popular Breda, en aquella època). Es va crear atesa la gran afició entre el jovent de la vila, tot i que ja hi havia l'altre equip del municipi, l'Ibèric FC.
Es té constància dels primers partits l'any 1923, tot i que
A la temporada 1923-24 l'Olímpic jugà en la Secció La Selva del Grup C de la Tercera categoria del Campionat de Catalunya de futbol 1923-1924 de les comarques gironines. Aquest Grup C de la 3a categoria el creà el Comitè provincial amb els clubs que encara no havien participat anteriorment al campionat de Catalunya.
Aquella temporada va quedar campió de la secció de la Selva, en una final amb la UD Cassà que es va disputar al camp de Vista Alegre de Girona. El partit va acabar empatat 1-1, però els de Cassà volíen jugar un partit de desempat i l'Olímpic fer una pròrroga per desfer l'empat. Tot va acabar en un recurs del Breda a la federació provincial que va ser estimat i l'Olímpic FC va ser proclamat vencedor de la final de la Selva.
La Final del Grup C provincial es va disputar el 12 de juny de 1924, també al camp de Vista Alegre, contra l'Sporting Palafrugellenc. L'Olímpic va vèncer per 3 gols a 1, proclamant-se vencedor del Grup C de la Tercera categoria de Girona, fet que li va permetre ascendir al Grup B de la Tercera Categoria a la temporada següent.
En aquella final, per part de l'Olímpic, van jugar: Sabater II; Rosell, Coll; Cullell, Verdet, Vilaret; Perarnau, Vives, Ponsa, Sabater I i Regàs.
Pel que fa als partits amistosos disputats, cal destacar els 2 disputats contra una selecció de jugadors del FC Barcelona, el 21 d'abril de 1924, en què es va aconseguir una victòria i un empat per part de l'Olímpic.
A la temporada 1924-25 l'Olímpic jugà en la Secció La Selva del Grup B de la Tercera categoria del Campionat de Catalunya de futbol 1924-1925 de les comarques gironines. El Campionat se'l va adjudicar l'US Pontens, tot i que l'Olímpic va guanyar un mínim de 6 partits del campionat. En aquesta temporada hi jugaven, entre d'altres Soler, Vilà, Campmany, Sagí, Tarradas, Hernández, Subirà, Vives, Ponsa, Rosell i Regàs.
La temporada 1925-26 va ser la última en què l'Olímpic (mencionat com a FC Breda i CE Breda a la premsa de l'època) jugà en la Secció La Selva del Grup B, altra vegada de la Tercera categoria del Campionat de Catalunya de futbol 1925-1926 de les comarques gironines. El Campionat se'l va adjudicar l'Emporium de Figueres, que va guanyar la final a la UD Cassà, campiona de la secció de la Selva. Possibles desavinences amb la Federació gironina van fer que l'equip fos expulsat de la federació i ja no va disputar cap més competició de lliga. Qui sap si la marxa de Pere Ponsa al FC Barcelona la temporada 1925/26 va afectar la capacitat de l'Equip.
A partir de la temporada 1926-27, només varen disputar alguns partits amistosos fins a la desaparició definitiva del Club.

## Temporada 1922-23

### Copa Julià-Raich[7]
Aquesta Copa la disputaren l'Agrupació Sportiva de Granollers, S.C Breda, Llinars FC i FC Vilamajor, al camp de l'Agrupació. El Breda FC es proclamà campió del trofeu.
| Data       | Local      | Visitant           | Resultat | Gols | Formació | Notes                  |
| ---------- | ---------- | ------------------ | -------- | ---- | -------- | ---------------------- |
|            | Llinars FC | Agrupació Sportiva | 4-4      |      |          |                        |
|            | Breda FC   | Agrupació Sportiva | 4-2      |      |          |                        |
| 17/06/1923 | Breda FC   | Agrupació Sportiva | 1-0      |      |          | Final de la Copa Raich |

### Partits amistosos
| Data       | Camp           | Local          | Visitant         | Resultat | Gols | Formació | Notes                                               |
| ---------- | -------------- | -------------- | ---------------- | -------- | ---- | -------- | --------------------------------------------------- |
| 03/02/1923 | Breda          | Breda FC       | Volxevics de Vic | 0-7      |      |          |                                                     |
| 24/02/1923 | Breda          | Breda FC       | Volxevics de Vic | 0-0      |      |          | El Breda va demanar una revanxa del partit anterior |
| 22/04/1923 | Pal Granollers | Pal Granollers | Breda FC         | 5-0      |      |          |                                                     |
| 13/06/1923 | Tordera        | Tordera FC     | Breda FC         | 2-3      |      |          |                                                     |

## Temporada 1923-24

### Secció la Selva Grup C de la Tercera Categoria de Girona 1923-24
| Data       | J  | Local            | Visitant         | Resultat | Golejadors         | Formació equip                                                                                       | Notes                              |
| ---------- | -- | ---------------- | ---------------- | -------- | ------------------ | --- | ---------------------------------- |
| 11/11/1923 | 1  | Olímpic FC       | UD Cassà         | v/l      |                    | | Partit suspès. Punts per l'Olímpic |
| 18/11/1923 | 2  | Olímpic FC       | Ateneu SD Girona | 5-0      |                    | Sabater II, Rosell I, CoIl, Vilaret, Vives, Cullell, Regás, Fugarolas, Ponsa, Rosell II y Sabater I  |                                    |
| 25/11/1923 | 3  | Olímpic FC       | Descansa         |          |                    | |                                    |
| 02/12/1923 | 4  | Cassà FC         | Olímpic FC       | 2-2      | Ponsa i Roselló II | Sabater II, CoIl, Rosell I, Vilaret, Vives, Cullell, Sabater I, Rosell II, Ponsa, Fugarolas i Regás. |                                    |
| 16/12/1923 | 5  | Pontense         | Olímpic FC       | 3-2      |                    | |                                    |
| 13/01/1924 | 6  | UD Cassà         | Olímpic FC       |          |                    | |                                    |
| 20/01/1924 | 7  | Ateneu SD Girona | Olímpic FC       | 2-3      |                    | |                                    |
| 27/01/1924 | 8  | Olímpic FC       | Descansa         |          |                    | |                                    |
| 03/02/1924 | 9  | Olímpic FC       | Cassà FC         |          |                    | |                                    |
| 10/02/1924 | 10 | Olímpic FC       | Pontense         | 0-0      |                    | |                                    |

| Data       | Camp         | Local      | Visitant | Resultat | Notes                 |
| ---------- | ------------ | ---------- | -------- | -------- | --------------------- |
| 01/05/1924 | Vista Alegre | Olímpic FC | Cassà FC | 1-1      | Breda campió (recurs) |

| Data       | Camp         | Local      | Visitant                | Resultat | Gols | Formació                                                                                      |
| ---------- | ------------ | ---------- | ----------------------- | -------- | ---- | --------------------------------------------------------------------------------------------- |
| 23/04/1924 | Vista Alegre | Olímpic FC | Sporting Palafrugellenc | 3-1      |      | Sabater II, Rosell, Coll; Cullell, Vardet, Vilaret; Perarnau, Vives, Ponsa, Sabater I i Regàs |

### Partits amistosos
| Data       | Camp  | Local      | Visitant                       | Resultat | Gols              | Formació                                                                                          | Notes                   |
| ---------- | ----- | ---------- | ------------------------------ | -------- | ----------------- | ------------------------------------------------------------------------------------------------- | ----------------------- |
| 09/09/1923 | Breda | Olímpic FC | UD Girona (equip reserva)      | 2-2      |                   |                                                                                                   | Es va disputar una copa |
| 24/12/1923 | Breda | Olímpic FC | Stadio Sant Celoni             | 2-2      | Rosell II (p) i ? | Sabater II, Rosell I, Coll, Cullell, Vives, Castañé, Regàs, Vilaret, Ponsa, Rosell II i Sabater I |                         |
| 14/01/1924 | Breda | Olímpic FC | UD Cassà                       | 0-2      |                   | Sabater II, Rosell I, Coll, Cullell, Vilaret, Regás, Rosell II, Ponsa, Adolfo, Sabater I          |                         |
| 21/04/1924 | Breda | Olímpic FC | Selecció jugadors FC Barcelona | 2-2      |                   |                                                                                                   |                         |
| 21/04/1924 | Breda | Olímpic FC | Selecció jugadors FC Barcelona | 4-2      |                   |                                                                                                   |                         |
| 28/04/1924 | Breda | Olímpic FC | Granollers (equip reserva)     | [ 4 ]    |                   |                                                                                                   |                         |
| 08/06/1924 | Breda | Olímpic FC | Huracán (CD Europa)            | 1-2      |                   |                                                                                                   |                         |
| 08/06/1924 | Breda | Olímpic FC | Huracán (CD Europa)            | 1-1      |                   |                                                                                                   |                         |

### Altres trofeus
| Data       | Camp  | Local      | Visitant           | Resultat | Gols              | Formació                                                                                          |
| ---------- | ----- | ---------- | ------------------ | -------- | ----------------- | ------------------------------------------------------------------------------------------------- |
| 24/12/1924 | Breda | Olímpic FC | Stadio Sant Celoni | 2-2      | Rosell II (p) i ? | Sabater II, Rosell I, Coll, Cullell, Vives, Castañé, Regàs, Vilaret, Ponsa, Rosell II i Sabater I |

## Temporada 1924-25

### Secció la Selva Grup B de la Tercera Categoria de Girona 1924-25
| Data       | J  | Local            | Visitant         | Resultat | Golejadors | Formació equip                                                                         | Notes |
| ---------- | -- | ---------------- | ---------------- | -------- | ---------- | -------------------------------------------------------------------------------------- | ----- |
| 16/11/1924 | 1  | Olímpic FC       | Ateneu SD Girona | 3-0      |            |                                                                                        |       |
| 23/11/1924 | 2  | Guíxols Sport    | Olímpic FC       | 3-4      |            |                                                                                        |       |
| 30/11/1924 | 3  | Sarrià FC        | Olímpic FC       | 1-5      |            | Soler, Vilà, Campmany, Sagí, Tarradas, Hernández, Subirà, Vives, Ponsa, Rosell i Regàs |       |
| 14/12/1924 | 4  | Olímpic FC       | Pontense         | 1-2      |            |                                                                                        |       |
| 21/12/1924 | 5  | Olímpic FC       | UD Cassà         |          |            |                                                                                        |       |
| 11/01/1925 | 6  | Ateneu SD Girona | Olímpic FC       | 0-2      |            |                                                                                        |       |
| 18/01/1925 | 7  | Olímpic FC       | Guíxols Sport    | 4-0      |            |                                                                                        |       |
| 25/01/1925 | 8  | Olímpic FC       | Sarrià FC        | 6-0      |            |                                                                                        |       |
| 01/02/1925 | 9  | Pontense         | Olímpic FC       |          |            |                                                                                        |       |
| 08/02/1925 | 10 | UD Cassà         | Olímpic FC       |          |            |                                                                                        |       |

Notes: En la jornada 2 hi va haver polèmica amb el partit del Guíxols, atès que el partit va finalitzar amb un resultat d'empat a 3 gols, però l'acta arbitral va reflectir un resultat de 3-4 a favor de l'Olímpic, fet que va enfurismar el Guíxols Sport.

### Partits amistosos
| Data       | Camp   | Local                  | Visitant         | Resultat | Gols | Formació | Notes |
| ---------- | ------ | ---------------------- | ---------------- | -------- | ---- | -------- | ----- |
| 26/08/1924 |        | UF Bisbalenc (reserva) | Olímpic FC Breda | 4-4      |      |          |       |
| -/12/1924  | Girona | UD Girona (reserva     | Olímpic FC Breda | 6-2      |      |          |       |
| 02/02/1925 |        | Granollers (reserva)   | Olímpic FC Breda |          |      |          |       |

## Temporada 1925-26

### Secció la Selva Grup B de la Tercera Categoria de Girona 1924-25
| Data       | J  | Local                     | Visitant                  | Resultat                  | Golejadors                | Formació equip            | Notes                                                       |
| ---------- | -- | ------------------------- | ------------------------- | ------------------------- | ------------------------- | ------------------------- | ----------------------------------------------------------- |
| 29/11/1925 | 1  | Olímpic FC Breda          | Llagostera                | 6-0                       |                           |                           |                                                             |
| 13/12/1925 | 2  | Ateneu SD Girona          | Olímpic FC Breda          | V/L                       |                           |                           | Es va donar per guanyador a l'Ateneu                        |
| 20/12/1925 | 3  | Olímpic FC Breda descansa | Olímpic FC Breda descansa | Olímpic FC Breda descansa | Olímpic FC Breda descansa | Olímpic FC Breda descansa | Olímpic FC Breda descansa                                   |
| 10/01/1926 | 4  | UD Cassà                  | Olímpic FC Breda          |                           |                           |                           |                                                             |
| 17/01/1926 | 5  | Olímpic FC Breda          | Guíxols Sport             | V/L                       |                           |                           | El Guíxols no es presenta i es dona per guanyador l'Olímpic |
| 24/01/1926 | 6  | Llagostera                | Olímpic FC Breda          |                           |                           |                           |                                                             |
| 31/01/1926 | 7  | Olímpic FC Breda          | Ateneu SD Girona          | 5-2                       |                           |                           |                                                             |
| 7/02/1926  | 8  | Olímpic FC Breda descansa | Olímpic FC Breda descansa | Olímpic FC Breda descansa | Olímpic FC Breda descansa | Olímpic FC Breda descansa | Olímpic FC Breda descansa                                   |
| 21/02/1926 | 9  | Olímpic FC Breda          | UD Cassà                  |                           |                           |                           |                                                             |
| 28/02/1926 | 10 | Guíxols Sport             | Olímpic FC Breda          |                           |                           |                           |                                                             |

Notes: A causa de fortes nevades, es van disputar alguns partits en dates no previstes.

## Temporada 1926-27

### Partits amistosos
| Data       | Camp        | Local                     | Visitant | Resultat | Gols | Formació |
| ---------- | ----------- | ------------------------- | -------- | -------- | ---- | -------- |
| 12/06/1927 | Sant Celoni | UE Sant Celoni (2n equip) | FC Breda | 1-2      |      |          |